# حاشیه‌زن

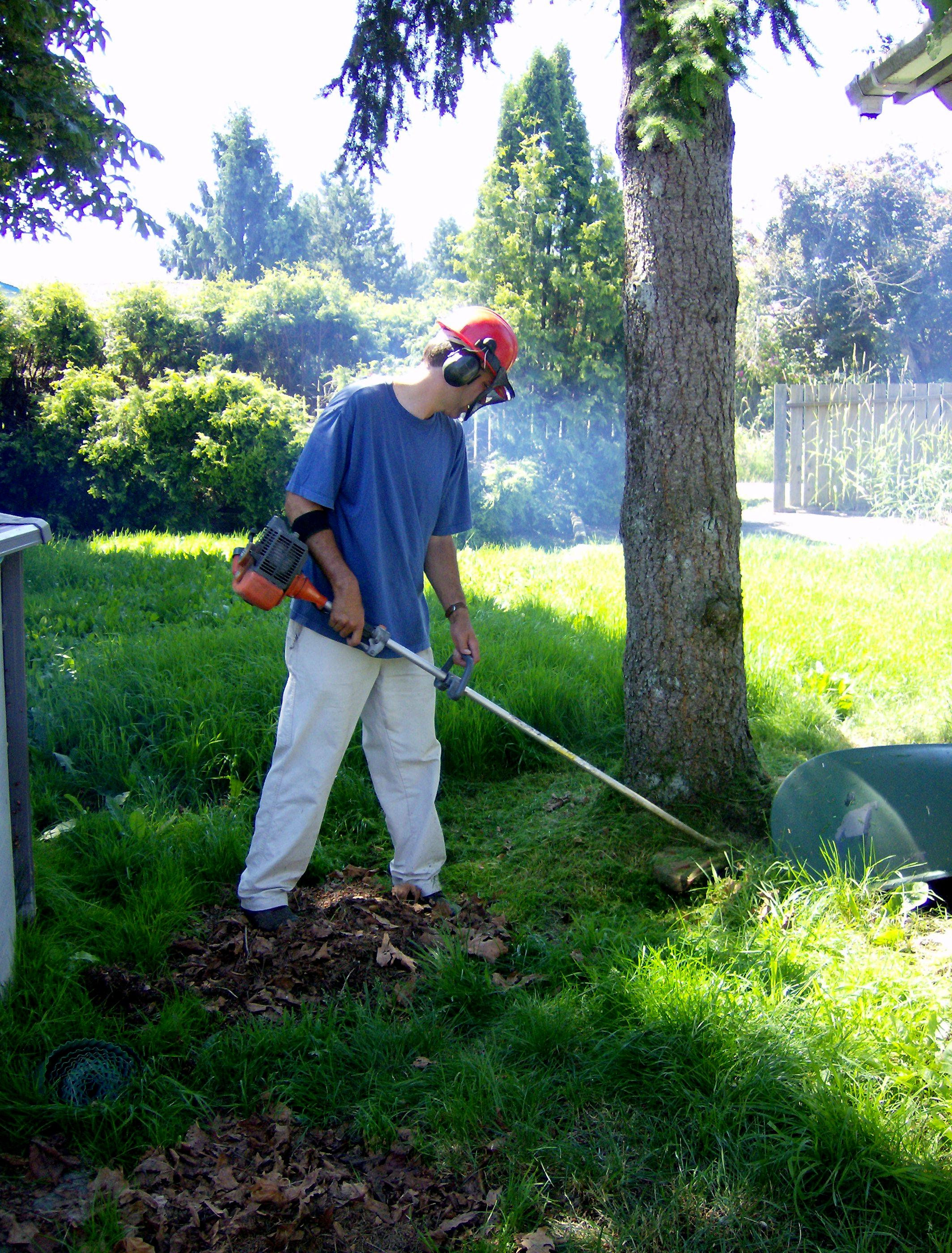
مردی در حال استفاده از حاشیه‌زن بنزینی

حاشیه‌زن یا علف تراش (به انگلیسی: String trimmer) دستگاهی است که نخستین بار در شرکت وید ایتر تولید شد برای کوتاه کردن علف و هرس گیاهیان نچندان کلف و ضخیم استفاده می‌شود. این دستگاه شامل یک میله شبیه به عصا است که تیغه برش دهنده در انتهای آن قرار دارد. استفاده از علف‌زن می‌تواند خطرناک باشد چون می‌تواند سنگ‌ریزه‌هایی که هنگام کار با آن به اطراف پخش می‌شود به چشم برخورد کند و یا باعث جراحت صورت گردد.

## ایده اختراع دستگاه
مخترع این دستگاه جورج بالاس هنگام مشاهده کارواش اتوماتیک که با استفاده از اهرم‌های گردشی ماشین را تمیز می‌کرد این ایده به ذهنش رسید. به این ترتیب که دستگاهی بسازد که با گردش به دور خود زمین را از علف تمیز کند.